# موش کور طلایی دوثی
موش کور طلایی دوثی(نام علمی: Chlorotalpa duthieae) نام یک گونه از تیره موش کور طلایی است.